# Marijan Oblak
Mons. Marijan Oblak (Veli Rat, Dugi otok, 8. prosinca 1919. – Zadar, 15. veljače 2008.), nadbiskup zadarski.

## Životopis
Mons. Marijan Oblak rođen je 8. prosinca 1919. godine u Velom Ratu na Dugom otoku. 
Nadbiskupsku klasičnu gimnaziju završio je na u Zagrebu, kao i Katolički bogoslovni fakultet.  
Za svećenika je zaređen 5. kolovoza 1945. u Šibeniku.
Od 1945. do 1949. godine bio je prefekt u Biskupskom dječačkom sjemeništu u Šibeniku, te vjeroučitelj na državnoj realnoj gimnaziji. 
Od 1949. do 1951. prefekt je u nadbiskupskom dječačkom sjemeništu "Zmajević" u Zadru i vjeroučitelj u nadbiskupskoj klasičnoj gimnaziji u Zadru. 
Od 1955. do 1958. obavlja dužnost vicerektora nadbiskupskog dječačkog sjemeništa "Zmajević" u Zadru i profesora hrvatskog jezika i hrvatske književnosti i francuskog jezika u nadbiskupskoj klasičnoj gimnaziji u Zadru. 
Imenovan je pomoćnim biskupom 30. travnja 1958., a zaređen je za biskupa 6. srpnja 1958. u katedrali sv. Stošije u Zadru. U to vrijeme, od 1958. do 1968. kao pomoćni biskup obavlja i službu generalnog vikara i ravnatelja nadbiskupskog bogoslovnog sjemeništa u Zadru (1958. – 1970.). Od 1968. do 1969, kapitularni je vikar nadbiskupije zadarske. Dana 24. svibnja 1969. preuzima upravu nadbiskupije kao apostolski administrator. Imenovan je zadarskim nadbiskupom 27. srpnja 1969., a upravu nadbiskupije kao rezidencijalni nadbiskup preuzeo 21. studenog 1969.
Godine 1993. bio je suosnivačem Visoke teološko katehetske škole (uz nadbiskupa Ivana Prenđu) u Zadru.
Umirovljen je 2. veljače 1996. godine. Umro je 15. veljače 2008. u Zadru.